# Светско првенство у алпском скијању 2009 — спуст за мушкарце
Трка у спусту за мушкарце на Светском првенству у Вал д‘Изеру одржана је 7. фебруара у 11,00 часова на стази „Писта Белеварде“.
Пријављено је 38 скијаша, од којих је 28 остварило пласман, a 10 није завршило трку.
Карактеристике стазе:
- Дужина стазе:2.988 м
- Старт: 2.807 м
- Циљ: 1.848 м
- Висинска разлика 959 м
- Температура: -7 °C старт, -1 °C циљ

| Плас.  | Име                  | Држава               | Време        | Заост.       |
| ------ | -------------------- | -------------------- | ------------ | ------------ |
| Злато  | Џон Кучера           | Канада               | 2:07.01      | --           |
| Сребро | Дидје Киш            | Швајцарска           | 2:07.05      | +0.04        |
| Бронза | Карло Јанка          | Швајцарска           | 2:07.18      | +0.17        |
| 4      | Марко Бихел          | Лихтенштајн          | 2:07.53      | +0.52        |
| 5      | Адријан Тиокс        | Француска            | 2:07.95      | +0.94        |
| 6      | Херман Мајер         | Аустрија             | 2:08.19      | +1.18        |
| 7      | Вернер Хел           | Италија              | 2:08.21      | +1.20        |
| 8      | Боди Милер           | Сједињене Државе     | 2:08.38      | +1.37        |
| 9      | Клаус Крел           | Аустрија             | 2:08.61      | +1.60        |
| 10     | Кристоф Инерхофер    | Италија              | 2:08.62      | +1.61        |
| 11     | Аксел Лунд Свиндал   | Норвешка             | 2:08.71      | +1.70        |
| 12     | Михаел Валхофер      | Аустрија             | 2:08.85      | +1.84        |
| 13     | Андреј Јерман        | Словенија            | 2:08.98      | +1.97        |
| 14     | Петер Фил            | Италија              | 2:09.13      | +2.12        |
| 15     | Стефан Кеплер        | Немачка              | 2:09.31      | +2.30        |
| 16     | Стефан Танеи         | Италија              | 2:10.00      | +2.99        |
| 17     | Амбрози Хофман       | Швајцарска           | 2:10.12      | +3.11        |
| 18     | Пјер Емануел Далсин  | Француска            | 2:10.68      | +3.67        |
| 19     | Натко Зрнчић-Дим     | Хрватска             | 2:10.83      | +3.82        |
| 20     | Никлас Рајнер        | Шведска              | 2:11.02      | +4.01        |
| 21     | Даглас Крафорд       | Уједињено Краљевство | 2:11.31      | +4.30        |
| 22     | Рок Перко            | Словенија            | 2:11.57      | +4.56        |
| 23     | Тин Широки           | Хрватска             | 2:11.78      | +4.77        |
| 24     | Петр Захробски       | Чешка                | 2:11.84      | +4.83        |
| 25     | Марко Суливан        | Сједињене Државе     | 2:12.16      | +5.15        |
| 26     | Паул де ла Куеста    | Шпанија              | 2:13.03      | +6.02        |
| 27     | Едвард Дрејк         | Уједињено Краљевство | 2:14.47      | +7.46        |
| 28     | Феран Тера           | Шпанија              | 2:16.23      | +9.22        |
| –      | Кристоф Грубер       | Аустрија             | Није завршио | Није завршио |
| –      | Јан Худек            | Канада               | Није завршио | Није завршио |
| –      | Мануел Осборн-Паради | Канада               | Није завршио | Није завршио |
| –      | Ерик Геј             | Канада               | Није завршио | Није завршио |
| –      | Дидије Дефаго        | Швајцарска           | Није завршио | Није завршио |
| –      | Давид Поасон         | Француска            | Није завршио | Није завршио |
| –      | Ендру Вајбрек        | Сједињене Државе     | Није завршио | Није завршио |
| –      | Ханс Олсон           | Шведска              | Није завршио | Није завршио |
| –      | Ларс Елтон Мире      | Норвешка             | Није завршио | Није завршио |
| –      | Ерик Фишер           | Сједињене Државе     | Није завршио | Није завршио |